# Шаман-К'авііль
Шаман-К'авііль (д/н — бл.640) — калоомте Ік'хаабхо’ у 632—640 роках. Ім'я перекладається як «Північний К'авііль».

## Життєпис
Походив з династії Коби. Про його батьків і дату народження немає відомостей. Церемонія сходження на трон (пов'язання білої пов'язки на голову) відбулася 9.9.19.2.3, 9 Ак'баль 11 Поп (16 березня 632 року). Наступного року — 9.10.0.0.0, 1 Ахав 8 К'айаб (27 січня 633 року) — сталася церемонія ювілейне розкидання пахощів у день завершення двадцятиліття.
Заклав основу могутності держави, про що свідчить прийняття титулу калоомте (на кшталт імператора). На стелі 11 є згадка про якогось бранця з царства Ік’. Помер 640 року. Йому спадкувала Іш-К'авііль.